# 오규철
오규철(吳圭喆, 1952년 11월 13일 ~ )은 대한민국의 바둑 기사이다.

## 약력
광주 출신으로 1982년 학초배 우승을 비롯하여 여러 아마추어 바둑 대회에서 우수한 성적을 거두었다. 1985년 프로바둑에 입단했다. 1988년 왕위전 준우승과 1989년 패왕전 준우승을 차지했으며, 1993년 제1기 한국이동통신배 중단진에서 우승했다. 1994년 한국이동통신배 본선과 1996년 바둑왕전, 패왕전 본선에 진출했다. 2001년 8단을 거쳐 2005년 11월에 9단으로 승단하였다.